# David Fine (Musikmanager)
David Fine (* 1929 in Südafrika; † 28. August 2005 in London) war ein südafrikanischer Musikmanager.
David Fine übte verschiedene Leitungsfunktionen bei Unternehmen der Musikbranche aus. Bei Polygram war er Geschäftsführer und Präsident. In seiner 40-jährigen Tätigkeit in der Phonoindustrie leitete er u. a. das Plattenlabel Decca Records und gehörte zur Führungsebene des internationalen und des britischen Verbandes der Phonoindustrie.
In der Zeit von 1987 bis 1998 war Fine Vorsitzender der International Federation of the Phonographic Industry (IFPI). Fines unternehmerische Kenntnisse und sein Geschäftsgespür trugen mit zum Erfolg der Branche in den 1980er und 1990er Jahren bei. Die IFPI würdigte Fines bedeutenden Leistungen mit einer Auszeichnung.